# Ctenochaetus binotatus

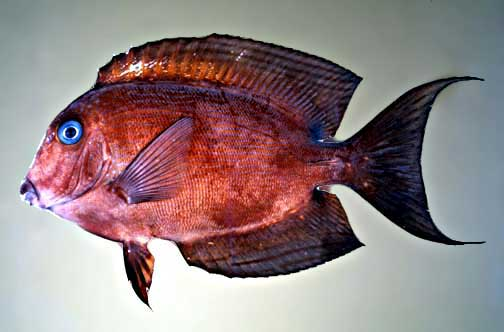
Ejemplar adulto capturado en Samoa Americana

El Ctenochaetus binotatus es una especie de pez cirujano del género Ctenochaetus, encuadrado en la familia Acanthuridae. Es un pez marino del orden Perciformes, ampliamente distribuido por el océano Indo-Pacífico, y, común y abundante en parte de su rango. Es recolectado para consumo humano, por ejemplo en Tailandia.Su nombre más común en inglés es Twospot surgeonfish, o pez cirujano de dos puntos, por sus puntos negros distintivos, situados en la base de las aletas dorsal y anal.

## Morfología
Tiene el cuerpo en forma oval, comprimido lateralmente. La boca es pequeña, protráctil y situada en la parte baja de la cabeza. Los juveniles son más redondeados de forma.
El color base de los adultos es de marrón anaranjado a marrón oscuro, con un moteado de puntos muy pequeños, de color amarillo a azul, que recubren la nuca y la cabeza. Los laterales del cuerpo están atravesados por líneas finas horizontales, más o menos paralelas, de color amarillo. La aleta caudal es en forma de luna menguante, y marrón-verdosa, en los adultos; amarilla y recta en los subadultos. Los juveniles son de color amarillo vívido en su totalidad. Las aletas dorsal y anal son marrones, con el margen exterior bordeado de azul, y con un punto prominente a cada lado de sus bases posteriores. Los adultos tienen un anillo azul alrededor del ojo.
Tiene 8 espinas dorsales, de 24 a 27 radios blandos dorsales, 3 espinas anales y de 22 a 25 radios blandos anales. Cuenta con una placa a cada lado del pedúnculo caudal, que alberga una pequeña espina defensiva. Tiene entre 23 y 29 branquiespinas anteriores. Los dientes superiores suelen tener 5 denticulaciones.
Puede alcanzar una talla máxima de 22 cm.

## Hábitat y modo de vida
Especie asociada a arrecifes, habita áreas de crecimiento coralino y de escombros en laguna profundas y arrecifes exteriores.
Su rango de profundidad oscila entre 8 y 53 m, aunque más usualmente se localiza entre 10 y 50 m. No obstante, se localizan hasta los 80 m de profundidad.
Suele ocurrir solitario, pastando sobre superficies con algas.

## Distribución
Se distribuye en el océano Indo-Pacífico, desde la costa este africana hasta Mangareva, en Polinesia. Es especie nativa de Australia; Birmania; Brunéi Darussalam; Camboya; China; Cocos (Keeling); Comoros; islas Cook; Filipinas; Fiyi; Guam; India (Andaman Is., Nicobar Is.); Indonesia; Japón; Kenia; Kiribati; Madagascar; Malasia; Maldivas; islas Marianas del Norte; islas Marshall; Mauritius; Mayotte; Micronesia; Mozambique; Nauru; isla Navidad; Niue; Nueva Caledonia; Palaos; Papúa Nueva Guinea; Polinesia; Reunión; islas Salomón; Samoa; Seychelles; Singapur; Sudáfrica; Tanzania; Tailandia; Timor-Leste; Tokelau; Tonga; Tuvalu; Vanuatu; Vietnam y Wallis y Futuna.

## Alimentación
Las especies del género baten la arena o el sustrato rocoso con los dientes, y utilizan la succión para extraer los detritus, que consisten en diatomeas, pequeños fragmentos de algas, materia orgánica y sedimentos finos inorgánicos. Cuentan con un estómago de paredes gruesas, lo que implica una característica significante en su ecología nutricional.
Se alimentan de la película de detritus y algas unicelulares, dónde ingieren el dinoflagelado Gambierdiscus toxicus, que produce una toxina causante de la ciguatera, lo que hace de esta especie un enlace clave en la cadena de la ciguatera en la alimentación humana.

## Reproducción
Son dioicos, de fertilización externa y desovadores pelágicos. No cuidan a sus crías. El periodo larval dura entre 47 y 74 días. 
Se ha reportado una longevidad máxima de 25 años en ejemplares de la Gran Barrera de Arrecifes australiana.